# Forgotten Love
"Forgotten Love" (en español "Amor Olvidado") es el segundo sencillo lanzado por la cantante noruega Aurora Aksnes del EP Infections of a Different Kind (Step 1). El 17 de agosto de 2018, la canción fue lanzada oficialmente en todas las plataformas.
Fue escrito por Aurora y Martin Sjølie y producida por Tim Bran, Roy Kerr, Magnus Skylstad y Askjell. 

## Composición
"Forgotten Love" es una canción del género electropop y alternativo. En una entrevista, con Harstad Tidende, el día de lanzamiento del sencillo, Aurora mencionó que el mensaje de la canción es aprender a dejar ir, y prepararse para aceptar las cosas nuevas que te da la vida.

Se trata sobre aceptar que las cosas no van a estar aquí para siempre, por eso todo lo que conocemos y amamos es tan bonito.

Aprender a dejar ir lo que no puedes contener por más tiempo, así dejando espacio para cosas nuevas.

En su documental "Once Aurora" se nos muestra el proceso de grabación del sencillo, incluyendo una parte descartada del resultado final.

## Video musical
A pesar de que nunca se lanzó un video musical oficial para el sencillo, en una nota de "Metrópolis File: Bergen" se pueden ver fragmentos de lo que pudo ser un video musical descartado de "Forgotten Love", donde Aurora hace lip sync de la canción en un lugar abandonado e invadido por vegetación mientras baila. 